# Rue Christiani
La rue Christiani est une voie du 18e arrondissement de Paris, en France.

## Situation et accès
La rue Christiani est une voie publique située dans le 18e arrondissement de Paris. Elle débute au 17, boulevard Barbès et se termine au 89, rue Myrha.

## Origine du nom
La rue porte le nom du général Charles-Joseph Christiani (1772-1840), défenseur du quartier en 1814.

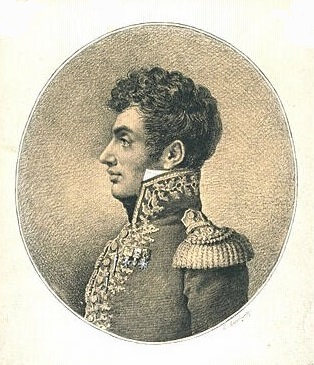
Portrait du général Christiani.
Armes du baron Christiani et de l’Empire.

## Historique
Cette voie, appelée à l'origine « rue des Vinaigriers », était située sur la commune de Montmartre. C'est une rue ancienne car elle apparait déjà sous forme de chemin sur le plan de Roussel, dessiné en 1730. Elle marquait la limite sud du domaine du Château-Rouge, loti à partir de 1844. Après le rattachement de Montmartre à Paris par la loi du 16 juin 1859, la rue des Vinaigriers est classée officiellement dans la voirie parisienne le 23 mai 1863. Mais une rue des Vinaigriers existait déjà dans le 10e arrondissement et la rue est donc renommée en 1864 en l'honneur du général Christiani.

## Bâtiments remarquables et lieux de mémoire
- no 9 : siège du journal Libération à partir de 1981[3].
- no 17 : le chansonnier et écrivain Aristide Bruant y meurt le 11 février 1925 ; une plaque commémorative lui rend hommage.

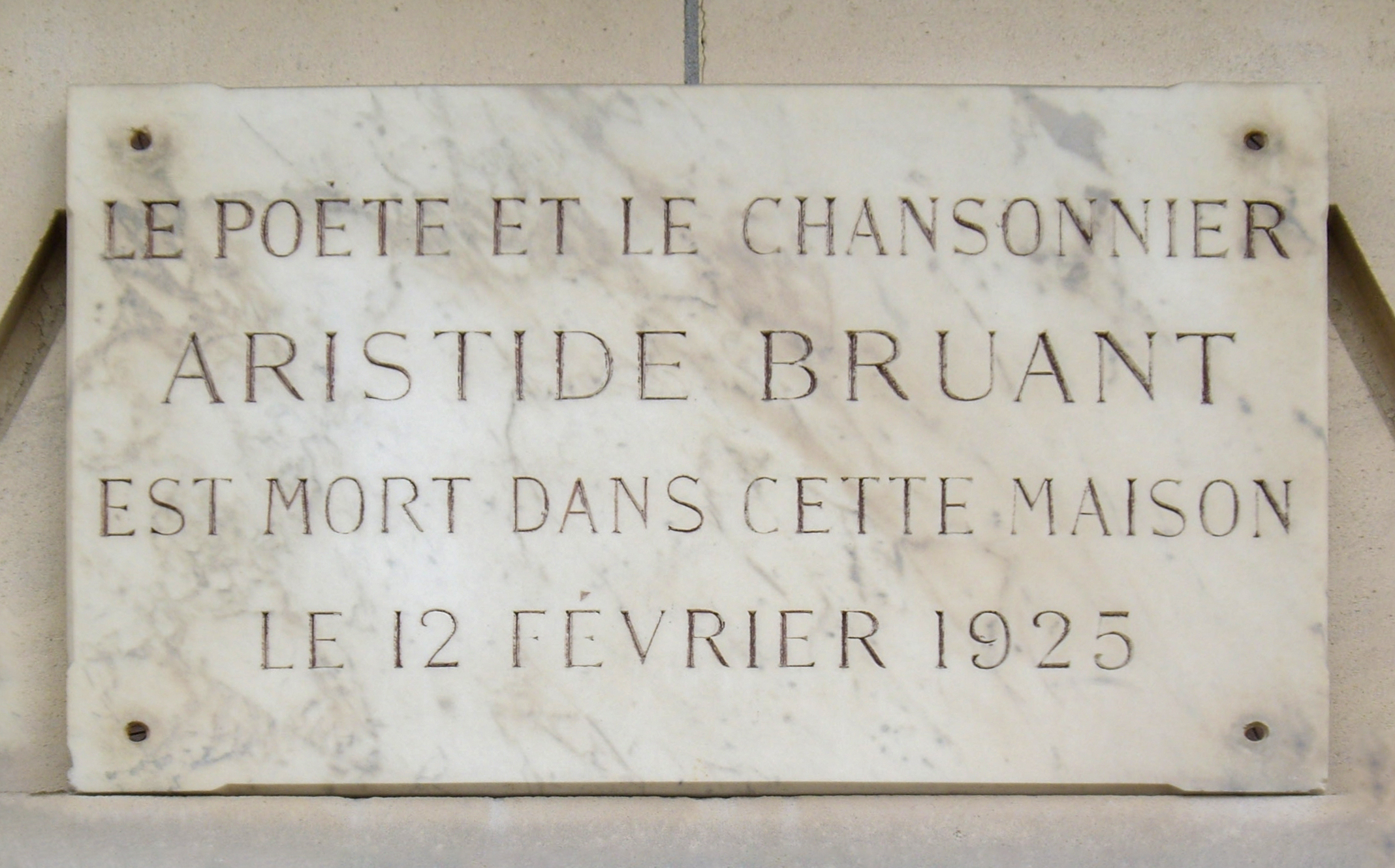
Plaque.